# St-Pardoux (Mont-Dore)

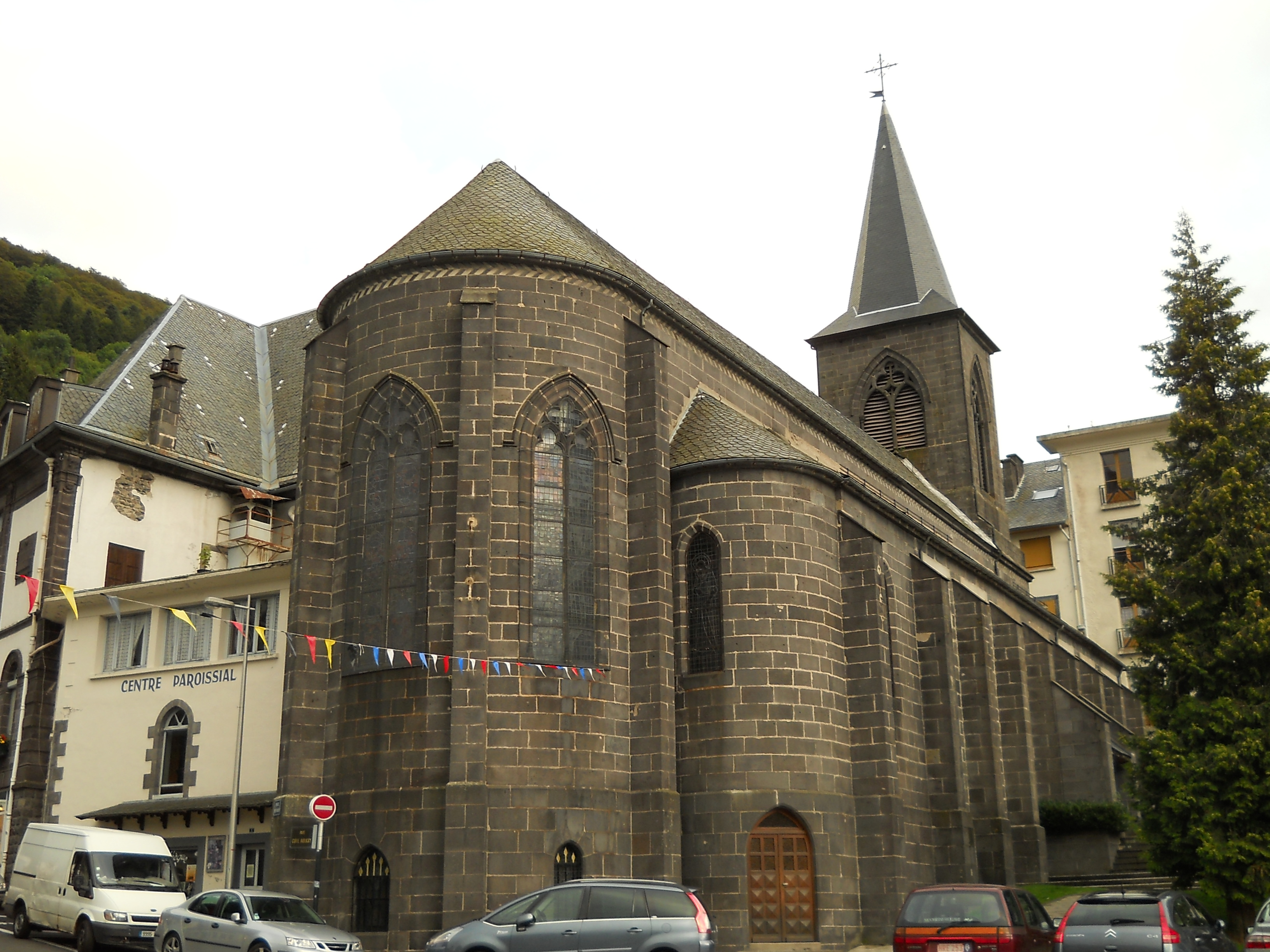
St-Pardoux in Mont-Dore

Die Kirche Saint-Pardoux ist eine römisch-katholische Kirche in der französischen Gemeinde Mont-Dore in der Auvergne. Sie gehört zum Erzbistum Clermont. Sie ist im Inventaire général du patrimoine culturel der Base Mérimée verzeichnet.

## Lage und Patrozinium
Die Kirche steht in Süd-Nord-Richtung im Zentrum von Mont-Dore wenige Meter vom Kurhaus entfernt. Sie ist zu Ehren des heiligen Pardulf von Guéret geweiht, dem Lahmenheilungen mittels Quellen nachgesagt werden. Die Kirche gehört zur (22 Gemeinden umfassenden) Pfarrei Paroisse Sainte Bernadette des Dores.

## Geschichte
Der Architekt Aymon Mallay (1805–1883) entwarf die 1855 vollendete neugotische Kirche als dreischiffiges Langhaus ohne Querung, mit Tympanon und Empore. 1886 wurde eine Krypta hinzugefügt. Die Kirche ist in dem für die Gegend typischen schwarzen Vulkanstein gebaut.

## Ausstattung
Das Tympanon zeigt die Majestas Domini über einer Weltdarstellung. Das Kirchengewölbe ruht auf 14 runden Säulen mit neuromanischen Kapitellen. Der Kirchenraum bietet Platz für rund 500 Gläubige.
Die halbkreisförmige Chorwand ist ausgefüllt mit sieben 1958 in Flachrelief gearbeiteten Keramikmosaiken (auf blauer Wandbemalung) des Künstlers Jean Olin. Leitmotiv ist das Wasser. Im Mittelteil schlägt Moses Wasser aus einem Felsen des Horeb. Darüber türmen sich in einem senkrechten Oval die 12 Tierkreiszeichen, darüber in einem Strahlenkranz das Apokalyptische Lamm auf dem Buch mit den sieben Siegeln. Der Wasserstrom labt die in 7 Personen verkörperte Menschheit. Auf dem linken Seitenteil befinden sich der wunderbare Fischfang (Lukas 5, 1–11; oben) sowie die Taufe Jesu und die Fußwaschung, auf der rechten Seitenwand Jesus mit der Frau am Jakobsbrunnen (Johannes 4, 1–42; oben) sowie die Verwandlung des Wassers in Wein anlässlich der Hochzeit zu Kana und der im See Genezareth versinkende Petrus, nachdem er über das Wasser gegangen war (Mt 14, 28–31).
Rechts vom Altarraum steht eine Statue der heiligen Bernadette Soubirous. Links vom Altarraum befindet sich eine Chororgel des Orgelbauers Jean David aus Mogneneins. Die kleine Emporenorgel wird nicht bespielt.

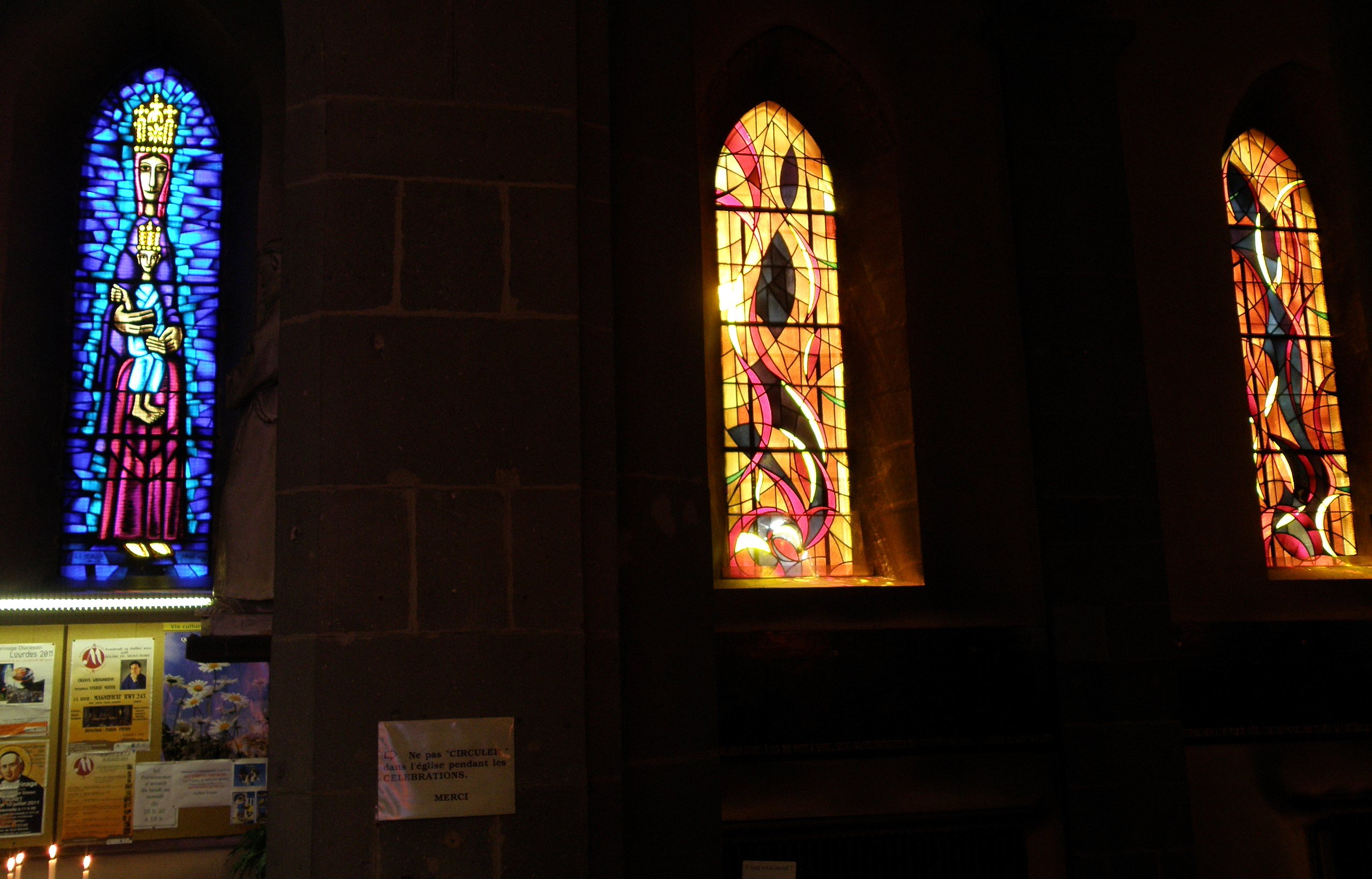
St-Pardoux (Kirchenfenster)

Die leuchtendfarbigen Glasfenster des Kirchenschiffs stammen von Jacques Dorchies. Sie sind auf der Südseite angebracht und kommen in dem dunklen Kirchenraum voll zur Geltung.
Der 1965 auf der Westwand installierte in dunklem Lack gearbeitete Kreuzweg ist eines der ersten Werke der Modernen Kunst in der Auvergne. Er stammt von Line und Claude Malespine (1914–2014). 6 Tafeln (von insgesamt ca. 20 Meter Länge) illustrieren einen Text von Paul Claudel. Die Motive sind nur bei Bestrahlung zu erkennen.
Im rechten Seitenschiff befinden sich nahe dem Eingang Statuen des Kirchenpatrons sowie des heiligen Pierre Julien Eymard, der 1858 in Mont-Dore Kurgast war, ferner in Altarnähe Statuen des heiligen Josef sowie der heiligen Therese von Lisieux.
Die Krypta unter dem Altarraum enthält neben einer Madonna mit Kind Gefallenendenkmäler der Weltkriege. Sie verzeichnen für den Ersten Weltkrieg 80 Namen und für den Zweiten Weltkrieg 9 Namen. Eine hölzerne Täfelung stellt als Flachrelief Christus und die 4 Evangelisten dar.